# Башкирське військо 1917—1919
Башкирське військо ( башк. Башҡорт ғәскәре ) - військове формування, засноване на III Всебашкирському з'їзді і підпорядковане Башкирському Уряду.

## Формування війська
Формування Башкирського війська є складовою національного руху башкирського народу в 1917-1921-х роках.
III Всебашкирський установчий курултай (з'їзд), що відбувся 8-20 грудня 1917 року в Караван-сараї міста Оренбурга, узаконив створення національних збройних формувань «для захисту інтересів автономії». Оскільки до Оренбургу наближалися загони Червоної Армії, вирішено було створювати башкирське військо у Державі Башкортостан . Відповідно до цього рішення, 5 січня 1918 року невеликий башкирський загін, командувачем якого був Г. С. Магазов, а кавалерійського та піхотного відповідно були А. Б. Карамишев і Г. С. Ідельбаєв , вийшов у дорогу у напрямку центральних частин республіки. 
Башкирський уряд (шуро) від початку Громадянської війни та інтервенції в Росії неодноразово заявляли про свій нейтралітет :
"Ми не більшовики і не меншовики, ми лише башкири. На якому боці ми маємо бути? Ні на якій. Ми на власному боці… Двомільйонний башкирський народ не може бути іграшкою в таких нікчемних політичних забавах."
Однак рішення про це змінилося після арешту 7 членів Башкирського Уряду (І. М. Мутін, А. Н. Ягафаров, С. Г. Мрясов, Ахет-Закі Валідові, Г. Я. Аітбаєв, А. К. Адігамов, І .Саліхов) у ніч з 16 по 17 лютого 1918 року частинами Оренбурзького Мусульманського Військово-Революційного Комітету (МВРК). 
2 березня 1918 року в Баймаку за наказом С. М. Цвілінга представниками Баймакської ради робітників-депутатів були заарештовані інші члени Башкирського уряду, що залишилися на волі. 
4 березня 1918 року башкирські загони під керівництвом А. Б. Карамишева, вимагаючи звільнення членів Башкирський уряд (шуро), взяли в облогу  Баймак, проте 6 березня загін червоноармійців, що прибув з Оренбурга, відбиває облогу. 
7 березня 1918 за рішенням суду червоноармійців, двох членів Башкирського Уряду та інших представників органів влади автономії було розстріляно.

5 березня 1918 року Оренбурзький губернський революційний комітет направив у всі башкирські волості телеграму ультимативного характеру, у якій говорилося:
«Башкири… формують загони разом з офіцерами, юнкерами та всякою сволотою проти Радянської народної влади . Колишню Башкирську обласну раду, яка допомагала отаману Дутову вести боротьбу з революцією, заарештована постановою ревкому . Ревком наказує всім башкирам та його організаціям негайно роззброюватися, здавати всю зброю місцевим радам і червоногвардійцям ; видавати всіх офіцерів і юнкерів, що приховуються, припинити розбійницькі набіги . Якщо протягом трьох днів це не буде виконано, Ревком розстріляє всю заарештовану Обласну раду, і всі башкирські селища, запідозрені у протидії Радянській владі, будуть зметені з землі артилерією та кулеметами»
3 квітня 1918 року об'єднані загони башкир під керівництвом А. Б. Карамишева та козаків звільняють членів Башкирського Уряду з Оренбурзької в'язниці.

## Визвольний рух башкирів
З кінця травня 1918 року було повністю відновлено роботу органів влади Башкортостану. Їх новим місцем розміщення став м. Челябінськ .
Башкирським урядом було встановлено зв'язки Польщі з антибільшовицькими центрами Сході Росії — Тимчасовим Сибірським урядом, Комучем, Оренбурзьким Козацьким Колом та іншими. 
15-17 травня 1918 року в Кустанаї відбулася нарада представників башкирського та казахського національних рухів, де обговорювалася організація спільної визвольної боротьби.
Влітку 1918 року Уряд Башкортостану терміново оголошує загальну мобілізацію до Башкирської армії. Для координації заходів щодо прискорення мобілізації та формування його структури, 8 червня 1918 року при Башкирському Центральному Шуро було створено штаб війська – Башкирську військову раду, а також управління кантональних військових начальників.
11 жовтня 1918 року  Уряд Башкортостану підписав постанову про створення Башкирського військового управління. Управління займалося організацією та улаштуванням Башкирського Війська. Йому також передавалися офіцерський склад та фінансові ресурси армії. Воно складалося з адміністративного, судного, мобілізаційного та господарського відділів. Було засновано штаб окремого Башкирського корпусу, а Башкирська Військова рада була залишена як дорадчий орган при уряді республіки 
Головою Башкирської військової ради та начальником Військового управління був член Уряду Башкурдистану, завідувач військового відділу.
Військо складалося з іррегулярних загонів та регулярних піхотних та кавалерійських полків. З липня 1918 року до складу Башкирського війська входили 4 Башкирські піхотні полки і Башкирський кавалерійський полк, які у вересні 1918 року увійшли до Башкирського окремого корпусу, що складається з п'яти полків. Його першим командувачем призначається генерал-майор Х. І. Ішбулатов.

Предпарламент республіки - Кесе-Курултай під головуванням Ю. Ю. Бікбова уклав договір із Сибірським урядом, яким Башкирський Корпус у військово-оперативному відношенні був у підпорядкуванні єдиного командування Білої армії. Чисельність Башкирського Війська за 5 місяців досягла 10-тисячної позначки і далі, незважаючи на втрати у боях, лише збільшувалася.

2-й стрілецький башкирський полк отримав від жителів міста Єкатеринбурга почесний дарський прапор і полковий прапор.

Поряд з багатьма важливими заходами, особлива увага приділялася створенню військової символіки і 13 липня 1918 Башкирська військова рада видає Фарман (Наказ), де повідомляється про призначення Комісії з вироблення єдиної уніформи для башкирських частин, в ньому йдеться  :
«Для вироблення форми частин Башкирських військ призначається на 13 липня цього року під головуванням Начальника Штабу 2-ї Башкирської Дивізії підполковника Ємельянова у складі членів старшого ад'ютанта Башкирської Військової Ради поручика Мухліо, завідувача Мобілізаційного відділу, прапорщика.
У жовтні 1918 року Башкирський окремий корпус було реорганізовано в Башкирську окрему стрілецьку дивізію, а січні 1919 року — в Башкирський корпус.
А. В. Колчак ставши Верховним Правителем Росії, відмовився визнавати будь-які прояви національних автономій. У цих умовах Уряд Башкортостану почав переговори з представниками Радянської влади і в лютому 1919 року з'явилася його постанова про перехід Башкирського Війська та Башкурдистану на бік Радянської влади, після чого розпочалися спільні військові дії башкирських частин та Червоної Армії проти білих.

## На боці Радянської Росії
1 лютого 1919 року в селі Темясове відбувся І Всебашкирський військовий з'їзд. На ньому брали участь члени Башкирського Уряду та 92 делегати від башкирських полків, обраних на загальних зборах ескадронів та рот. У своєму виступі Гарей Карамишев говорив таке  :
«Башкири не раз зі зброєю в руках билися за свою свободу, і не їхня вина, що російські історики кожен подібний їхній виступ називали „бунтом“. Це останнє їхнє прагнення до самовизначення є 88-м за рахунком бунтом»
I Всебашкирський військовий з'їзд офіційно закріпив перехід Башкирського війська та всього Башкурдистану на бік Радянської влади. За його підсумками було створено перший радянський уряд республіки - Башкирський Революційний Комітет .
Порушення командуванням 1-ї армії РСЧА умов переходу та репресії призвели до переходу багатьох з башкирів до складу Російської армії Колчака (2-й батальйон 1-го Башкирського стрілецького полку, 1-й Башкирський кавалерійський полк та 3-й ескадрон 2-го Башкирського кавалерійського) полиця). 
Після обіцянки радянським командуванням особистої безпеки, частина їх повернулася назад і увійшла до основних до лав Башкирської окремої кавалерійської бригади (загони М. Л. Муртазіна та інші). Дві тисячі колишніх військовослужбовців Башкирського війська (лідери - Мухаммед-Габдулхай Курбангалієв і Галім'ян Таган ) влилися в 1920-1922 рр. у білу еміграцію на Далекому Сході .

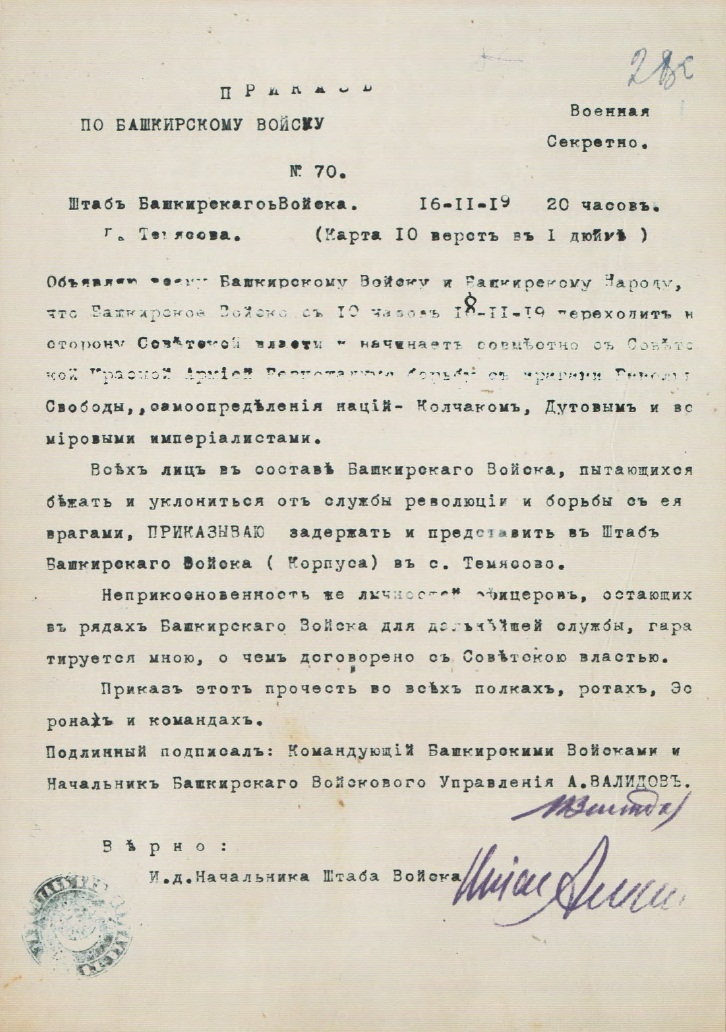
Наказ № 70 від 16.02.1919 про перехід Башкирського війська на бік РСЧА

Деякі пункти переговорів між Башкирським урядом та представниками Радянського командування:
3) Башкирські війська негайно припиняють військові дії проти Радянських військ і звертають свою зброю проти Колчака-Дутова та інших ворогів Радянської Росії, підкоряючись вказівкам радянського командування або переходять на територію, зайняту військами Радянської Росії; при цьому, в цьому випадку до остаточного погодження про перехід у той район, який був зазначений командуванням Радянської армії, Башкирський уряд віддає відповідний наказ по армії.
4) Башкирський уряд негайно випускає звернення до башкирського народу та військам із закликом припинити боротьбу проти Радянської Республіки.
6) Остаточна угода має бути укладена в Москві, куди Башкирський уряд і надсилає своїх повноважних представників. Підписали: Революційна Військова Рада Східного фронту - Смілга, Гусєв, Каменєв. Голова Башкирського уряду Кулаєв. Член Башкирської обласної ради Халиков. Ад'ютант командувача Башкирських військ Бікбавов.
Командувач башкирськими військами - Валідов. Начальник Штабу Башкирських військ Іліас Алкін. Заступник Голови Військового Башревкому - Карамишев. Березня 1919 р. с. Темясово

джерело: "Вістник Башкирського Обласного комітету РКП(б) N1, 2 квітня 1922

Після переходу на бік Червоної Армії, на думку комбрига Муси Муртазіна, 

Башкирське військо було значною силою у подальших стратегічних успіхах радянських армій
28 березня 1919 року при переході Башкирського війська на бік Червоної Армії військовий кореспондент Шайхзада Бабич та його друг, поет Габдулхай Іркабаєв, були вбиті червоноармійцями 1-го Смоленського стрілецького полку в селі Зілаїр Башкирської АРСР  .
Нарком у справах національностей І. В. Сталін так характеризував башкирські війська  :
«Військо ваше доблесно тримається проти Дутова та Колчака. Башкирського народу налічується до 2 мільйонів, і він дасть для захисту завоювань революції в Росії та поширення її по всьому світу — стотисячну дисципліновану, віддану ідеї та своїм вождям армію… Головна умова успіху — це не нав'язувати ззовні, а залучати ініціативу самого народу та його трудовий інтелігенції».
У параграфах IX та X « Угоди центральної Радянської влади з Башкирським Урядом про Радянську Автономну Башкирію » розглядалася організація окремої Башкирської армії з метою боротьби «як з Російською, так і світовою контрреволюцією».
За наказом голови Революційної військової ради РРФСР Л. Д. Троцького від 7 жовтня 1919 року у Петрограді з урахуванням військових частин, що прибули зі Східного і Південного фронтів було сформовано Башкирську групу військ. Командувачем групи був призначений Х. Ф. Алішев.

## Участь у боях
- Повстання у Златоусті
- Блокада Орська
- Бій біля станції Сара
- Бій біля села Нукаєве
- Бої біля села Куяш

## Відзнаки башкирських частин
| Відзнаки башкирських частин ( 1-й Башкирський піхотний полк ), </br> прийнятих у червні 1918 року | Відзнаки башкирських частин ( 1-й Башкирський піхотний полк ), </br> прийнятих у червні 1918 року | Відзнаки башкирських частин ( 1-й Башкирський піхотний полк ), </br> прийнятих у червні 1918 року | Відзнаки башкирських частин ( 1-й Башкирський піхотний полк ), </br> прийнятих у червні 1918 року | Відзнаки башкирських частин ( 1-й Башкирський піхотний полк ), </br> прийнятих у червні 1918 року | Відзнаки башкирських частин ( 1-й Башкирський піхотний полк ), </br> прийнятих у червні 1918 року |
| Солдати та молодші командири                                                                      | Солдати та молодші командири                                                                      | Солдати та молодші командири                                                                      | Солдати та молодші командири                                                                      | Солдати та молодші командири                                                                      | Солдати та молодші командири                                                                      |
| ------------------------------------------------------------------------------------------------- | ------------------------------------------------------------------------------------------------- | ------------------------------------------------------------------------------------------------- | ------------------------------------------------------------------------------------------------- | ------------------------------------------------------------------------------------------------- | ------------------------------------------------------------------------------------------------- |
| </img>                                                                                            | </img>                                                                                            | </img>                                                                                            | </img>                                                                                            | </img>                                                                                            | </img>                                                                                            |
| Рядовий                                                                                           | Єфрейтор                                                                                          | Бомбардир                                                                                         | Унтер-офіцер                                                                                      | Фельдфебель                                                                                       | Підпрапорщик                                                                                      |

| Обер-офіцери | Обер-офіцери | Обер-офіцери | Обер-офіцери  | Обер-офіцери | Штаб-офіцери | Штаб-офіцери |
| ------------ | ------------ | ------------ | ------------- | ------------ | ------------ | ------------ |
| </img>       | </img>       | </img>       | </img>        | </img>       | </img>       | </img>       |
| Прапорщик    | Підпоручик   | Поручник     | Штабс-капітан | Капітан      | Підполковник | Полковник    |

| Відзнаки військовослужбовців башкирських піхотних частин, </br> прийнятих у серпні 1918 року | Відзнаки військовослужбовців башкирських піхотних частин, </br> прийнятих у серпні 1918 року | Відзнаки військовослужбовців башкирських піхотних частин, </br> прийнятих у серпні 1918 року | Відзнаки військовослужбовців башкирських піхотних частин, </br> прийнятих у серпні 1918 року | Відзнаки військовослужбовців башкирських піхотних частин, </br> прийнятих у серпні 1918 року | Відзнаки військовослужбовців башкирських піхотних частин, </br> прийнятих у серпні 1918 року | Відзнаки військовослужбовців башкирських піхотних частин, </br> прийнятих у серпні 1918 року | Відзнаки військовослужбовців башкирських піхотних частин, </br> прийнятих у серпні 1918 року |
| Солдати та молодші командири                                                                 | Солдати та молодші командири                                                                 | Солдати та молодші командири                                                                 | Солдати та молодші командири                                                                 | Солдати та молодші командири                                                                 | Солдати та молодші командири                                                                 | Обер-офіцери                                                                                 | Обер-офіцери                                                                                 |
| -------------------------------------------------------------------------------------------- | -------------------------------------------------------------------------------------------- | -------------------------------------------------------------------------------------------- | -------------------------------------------------------------------------------------------- | -------------------------------------------------------------------------------------------- | -------------------------------------------------------------------------------------------- | -------------------------------------------------------------------------------------------- | -------------------------------------------------------------------------------------------- |
| </img>                                                                                       | </img>                                                                                       | </img>                                                                                       | </img>                                                                                       | </img>                                                                                       | </img>                                                                                       | </img>                                                                                       | </img>                                                                                       |
| Рядовий                                                                                      | Єфрейтор                                                                                     | Бомбардир                                                                                    | Унтер-офіцер                                                                                 | Фельдфебель                                                                                  | Підпрапорщик                                                                                 | Прапорщик                                                                                    | Підпоручик                                                                                   |

| Обер-офіцери | Обер-офіцери  | Обер-офіцери | Штаб-офіцери та генерали | Штаб-офіцери та генерали | Штаб-офіцери та генерали | Штаб-офіцери та генерали | Штаб-офіцери та генерали |
| ------------ | ------------- | ------------ | ------------------------ | ------------------------ | ------------------------ | ------------------------ | ------------------------ |
| </img>       | </img>        | </img>       | </img>                   | </img>                   | </img>                   | </img>                   | </img>                   |
| Поручник     | Штабс-капітан | Капітан      | Підполковник             | Полковник                | Генерал-майор            | Генерал-лейтенант        | «Повний» генерал         |